# Sibebek
Sibebek is een bestuurslaag in het regentschap Batang van de provincie Midden-Java, Indonesië. Sibebek telt 1816 inwoners (volkstelling 2010).